# Список альбомов № 1 в США в 2007 году (Billboard)

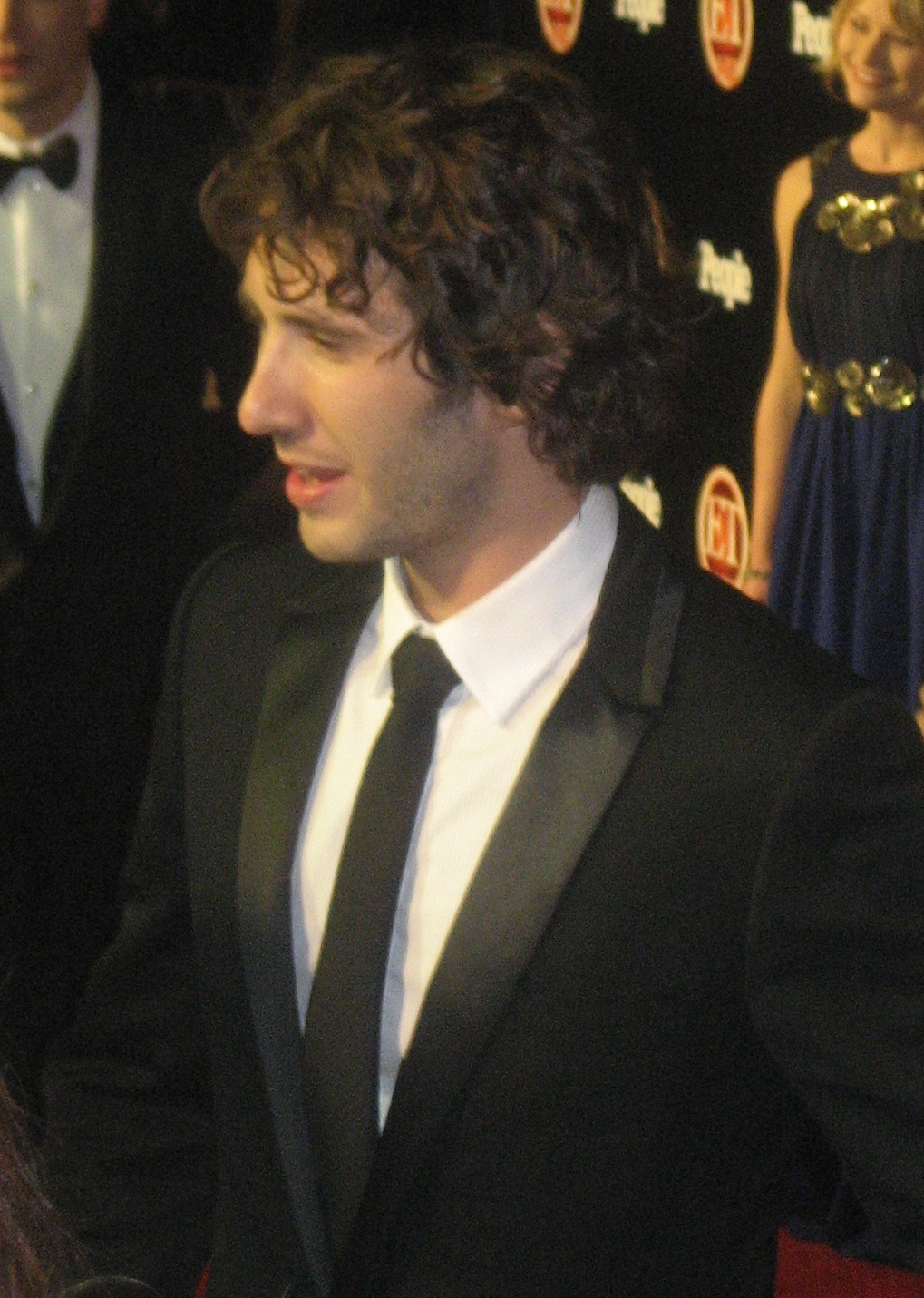
Американский певец Джош Гробан, чей 6-й альбом Noël стал лучшим в 2007 году.

Список альбомов № 1 в США в 2007 году — включает альбомы, возглавлявшие главный хит-парад Северной Америки, в котором учитываются наиболее продаваемые альбомы исполнителей США как на физических носителях (лазерные диски, грампластинки, кассеты), так и в цифровом формате (mp3 и другие). Составляется редакцией старейшего музыкального журнала США Billboard и поэтому называется Billboard 200 (Топ 200 журнала Billboard). Всего 37 альбомов возглавляли хит-парад в 2007 году.

## История
Альбом Noël американского певца и автора Джоша Гробана был самым успешным диском 2007 года, на 4 недели возглавив чарт в декабре. После появления Гробана на Шоу Опры Уинфри продажи диска превзошли 405 000, дав ему место № 1 в чарте. Альбом Noël — первый диск на Рождественскую тематику, возглавивший Billboard 200 впервые со времени лидерства американского саксофониста Kenny G в 1994 году с его диском Miracles: The Holiday Album. Альбом Noël в сумме был продан в числе 2,8 млн экземпляров до конца года, став бестселлером 2007 года.
Альбом High School Musical 2, саундтрек одноимённого музыкального фильма студии Диснея, 4 недели возглавлял хит-парад. В первую неделю было продано 615 000 копий, что стало лучшим дебютом 2007 года. Всего было продано 2,7 млн экземпляров с учётом 2008 года, сделав его альбомом № 2 года. High School Musical 2 стал одним из двух саундтреков, побывавших на вершине чарта в 2007 году вместе с Dreamgirls: Music from the Motion Picture. Американская певица Алиша Киз с диском As I Am также лидировала в чарте 4 недели, хотя и с перерывами. Но она дебютировала с тиражом 742 000 копий, что стало вторым в истории результатом для женщин-певиц после Норы Джонс, чей альбом Feels Like Home дебютировал с тиражом в 1 млн экземпляров в 2004 году.
Рэпер Канье Уэст с диском Graduation взял рекорд года по продажам за неделю, собрав 957 000 копий в лучшую свою неделю продаж. Это рекорд для любого рэпера после 50 Cent, чей диск The Massacre дебютировал с тиражом более 1,1 млн экземпляров в марте 2005. Рок-группа The Eagles возглавляла чарт с диском Long Road out of Eden, первым студийным альбомом группы за 30 лет, с тиражом 711 000 экземпляров. Альбом продавался через розничные сети Wal-Mart, Sam's Club и веб-сайт группы. Это был первый случай, когда журнал Billboard позволил эксклюзивному альбому появиться в Billboard 200. Рэпер Jay-Z в десятый раз в своей истории возглавил чарт со своим альбомом American Gangster, став вторым вместе с Элвисом Пресли по этому показателю за всю историю Billboard 200, уступив только группе The Beatles, у которой 19 альбомов № 1.

## Список альбомов № 1
| Дата        | Альбом                                    | Исполнитель                | Ссылки |
| ----------- | ----------------------------------------- | -------------------------- | ------ |
| 6 января    | Hip Hop Is Dead                           | Нас                        | [ 12 ] |
| 13 января   | 21                                        | Омарион                    | [ 13 ] |
| 20 января   | Dreamgirls: Music from the Motion Picture | Soundtrack                 | [ 14 ] |
| 27 января   | Dreamgirls: Music from the Motion Picture | Soundtrack                 | [ 15 ] |
| 3 февраля   | Daughtry                                  | Daughtry                   | [ 16 ] |
| 10 февраля  | Late Night Special                        | Pretty Ricky               | [ 17 ] |
| 17 февраля  | Not Too Late                              | Norah Jones                | [ 18 ] |
| 24 февраля  | Infinity on High                          | Fall Out Boy               | [ 19 ] |
| 3 марта     | Not Too Late                              | Norah Jones                | [ 20 ] |
| 10 марта    | Not Too Late                              | Norah Jones                | [ 21 ] |
| 17 марта    | Daughtry                                  | Daughtry                   | [ 22 ] |
| 24 марта    | Greatest Hits                             | The Notorious B.I.G.       | [ 23 ] |
| 31 марта    | Luvanmusiq                                | Musiq Soulchild            | [ 24 ] |
| 7 апреля    | We Were Dead Before the Ship Even Sank    | Modest Mouse               | [ 25 ] |
| 14 апреля   | Let It Go                                 | Тим Макгро                 | [ 26 ] |
| 21 апреля   | Now 24                                    | Various Artists            | [ 27 ] |
| 28 апреля   | Now 24                                    | Various Artists            | [ 28 ] |
| 5 мая       | The Best Damn Thing                       | Аврил Лавин                | [ 29 ] |
| 12 мая      | The Best Damn Thing                       | Аврил Лавин                | [ 30 ] |
| 19 мая      | Because of You                            | Ne-Yo                      | [ 31 ] |
| 26 мая      | Call Me Irresponsible                     | Майкл Бубле                | [ 32 ] |
| 2 июня      | Minutes to Midnight                       | Linkin Park                | [ 33 ] |
| 9 июня      | It Won't Be Soon Before Long              | Maroon 5                   | [ 34 ] |
| 16 июня     | Double Up                                 | R. Kelly                   | [ 35 ] |
| 23 июня     | Epiphany                                  | T-Pain                     | [ 36 ] |
| 30 июня     | Big Dog Daddy                             | Тоби Кит                   | [ 37 ] |
| 7 июля      | Lost Highway                              | Bon Jovi                   | [ 38 ] |
| 14 июля     | Hannah Montana 2: Meet Miley Cyrus        | Ханна Монтана/Майли Сайрус | [ 39 ] |
| 21 июля     | T.I. vs. T.I.P.                           | T.I.                       | [ 40 ] |
| 28 июля     | T.I. vs. T.I.P.                           | T.I.                       | [ 41 ] |
| 4 августа   | Now 25                                    | Различные исполнители      | [ 42 ] |
| 11 августа  | Now 25                                    | Различные исполнители      | [ 43 ] |
| 18 августа  | Finding Forever                           | Common                     | [ 44 ] |
| 25 августа  | UGK (Underground Kingz)                   | UGK                        | [ 45 ] |
| 1 сентября  | High School Musical 2                     | Саундтрек                  | [ 7 ]  |
| 8 сентября  | High School Musical 2                     | Саундтрек                  | [ 46 ] |
| 15 сентября | High School Musical 2                     | Саундтрек                  | [ 47 ] |
| 22 сентября | High School Musical 2                     | Саундтрек                  | [ 48 ] |
| 29 сентября | Graduation                                | Канье Уэст                 | [ 9 ]  |
| 6 октября   | Reba: Duets                               | Reba McEntire              | [ 49 ] |
| 13 октября  | Still Feels Good                          | Rascal Flatts              | [ 50 ] |
| 20 октября  | Magic                                     | Bruce Springsteen          | [ 51 ] |
| 27 октября  | Rock N Roll Jesus                         | Kid Rock                   | [ 52 ] |
| 3 ноября    | Magic                                     | Bruce Springsteen          | [ 53 ] |
| 10 ноября   | Carnival Ride                             | Carrie Underwood           | [ 54 ] |
| 17 ноября   | Long Road Out of Eden                     | Eagles                     | [ 10 ] |
| 24 ноября   | American Gangster                         | Jay-Z                      | [ 11 ] |
| 1 декабря   | As I Am                                   | Алиша Киз                  | [ 8 ]  |
| 8 декабря   | Noël                                      | Джош Гробан                | [ 55 ] |
| 15 декабря  | Noël                                      | Джош Гробан                | [ 56 ] |
| 22 декабря  | Noël                                      | Джош Гробан                | [ 57 ] |
| 29 декабря  | Noël                                      | Джош Гробан                | [ 6 ]  |